# Mniszek (Tatry)

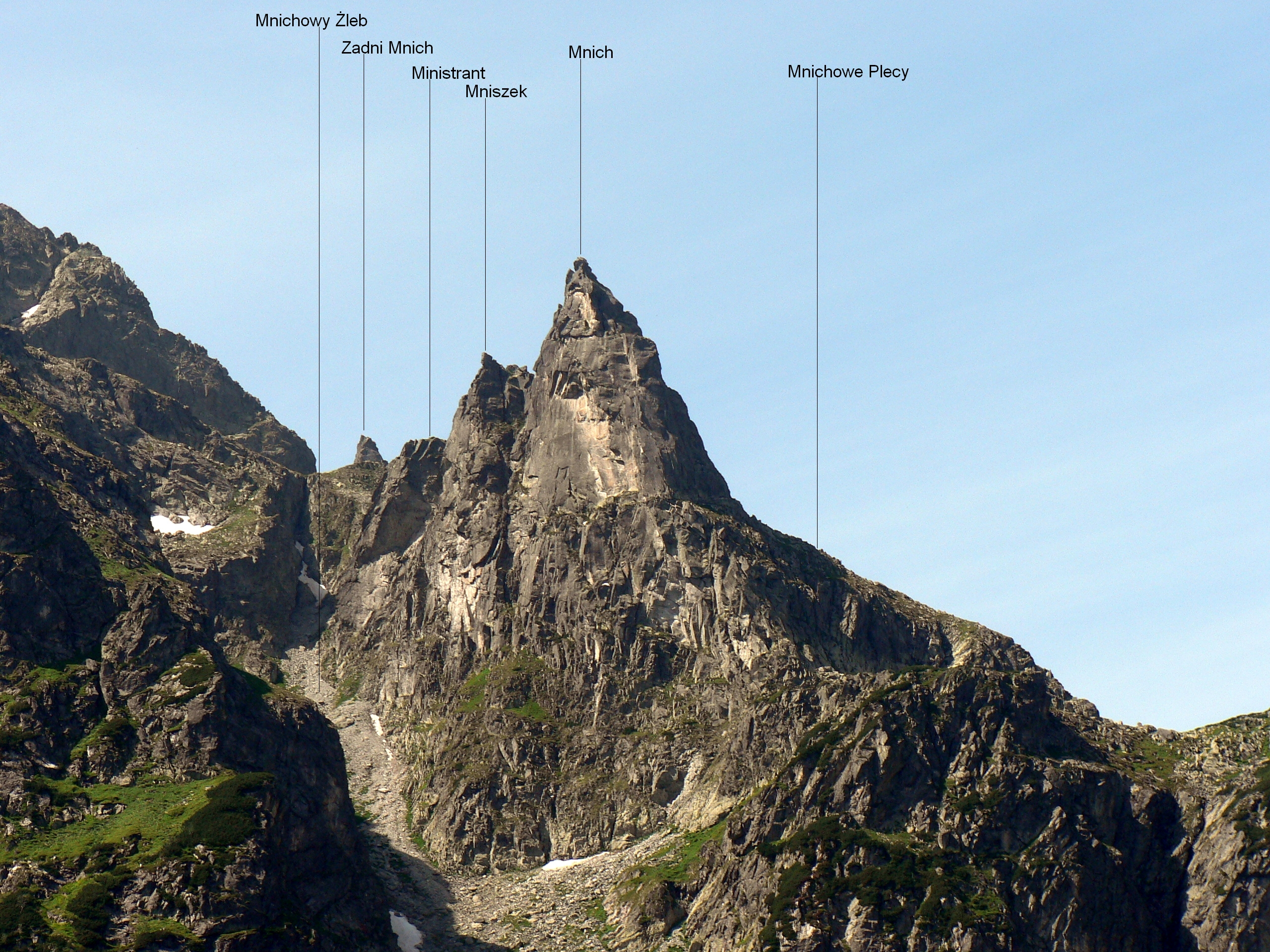

Mniszek (ok. 2045 m) – wierzchołek w masywie Mnicha nad Morskim Okiem w Tatrach Wysokich. Od szczytu Mnicha oddziela go Wyżnia Mnichowa Przełączka (ok. 2035 m). W kierunku południowym sąsiaduje z Ministrantem. Na wschodnią stronę opada do Mnichowego Żlebu potężną, pionową ścianą.
Mniszek znajduje się w rejonie udostępnionym do wspinaczki dla taterników. Ważniejsze drogi wspinaczkowe to:
- Diretissima ściany wschodniej; VI w skali tatrzańskiej
- Droga Łapińskiego i Paszuchy; (VIII). Pierwsze przejście w 1942 r. Czesław Łapiński i Kazimierz Paszucha[1].

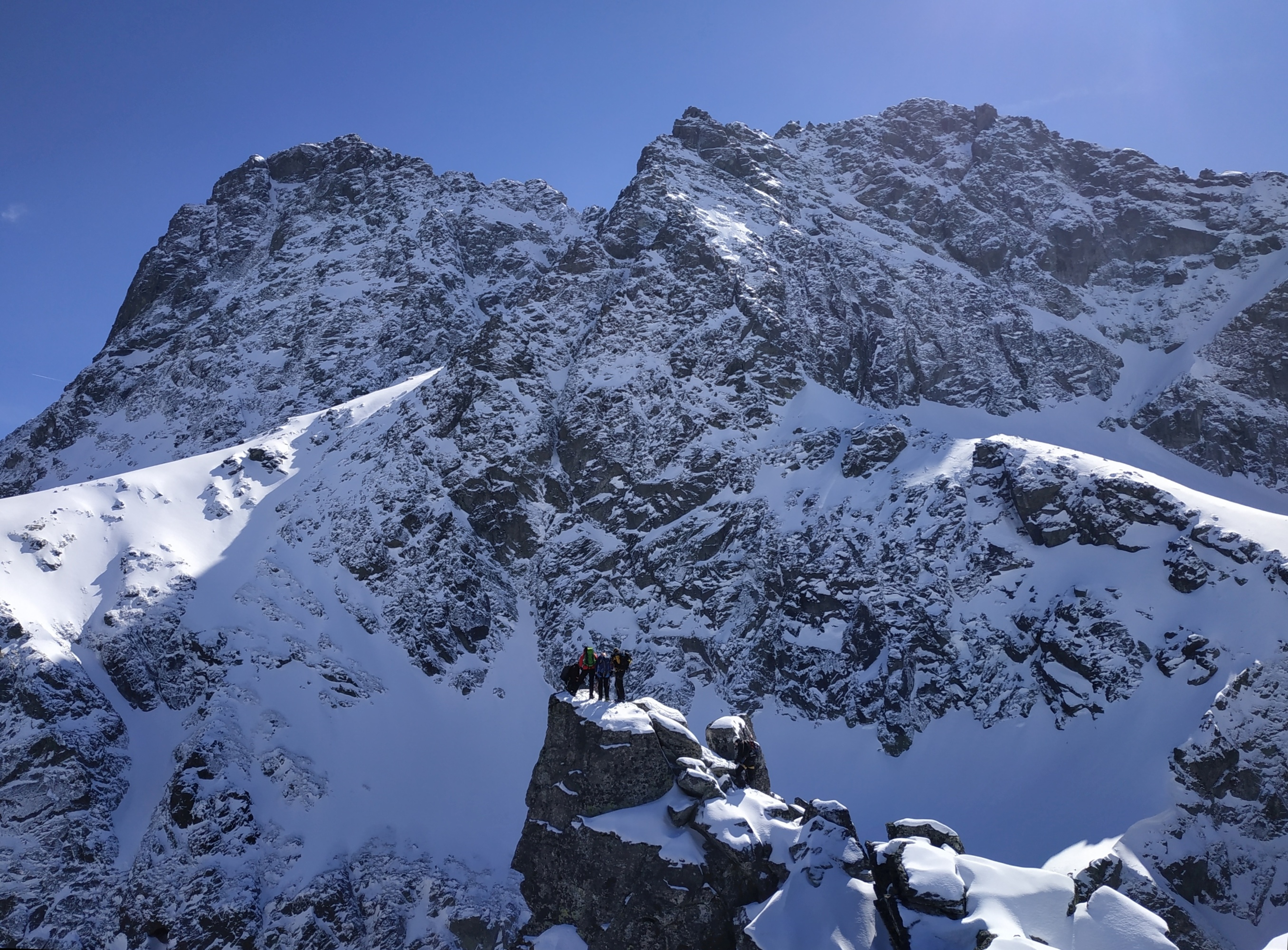
Na szczycie Mniszka. Widok z Mnicha